# Vidos József
Koltai Vidos József (Kemenesmihályfa, 1805. április 18. – Kemenesmihályfa, 1849. augusztus 3.) az 1848–49-es szabadságharcban nemzetőrparancsnok, kormánybiztos, evangélikus egyházkerületi felügyelő.

## Életpályája

### Korai évei
A 13. században V. Istvántól nemességet kapott koltai Vidos családban született; az ő ága a családnak evangélikus felekezetű volt. Apja, koltai Vidos Zsigmond (1768–1828), földbirtokos, anyja, nagyalásonyi Barcza Eszter (1775–1837) volt. Apai nagyszülei koltai Vidos Zsigmond, ügyvéd, földbirtokos, és mesterházi Nagy Julianna (1738–1804) voltak; anyai nagyszülei nagyalásonyi Barcza János, földbirtokos, és muzsaji Vitnyédy Zsuzsanna (1755–1822) voltak. Egyetlenegy fivére, koltai Vidos Dániel (1801–1872), Vas vármegye alispánja, Vas vármegye követe, földbirtokos volt.
Középiskolai tanulmányait a soproni evangélikus líceumban folytatta. Jogi tanulmányok után szülőföldjén megyei szolgálatba lépett. 1836-tól Vas vármegye főjegyzője, majd 1838 és 1842 között kétszer is alispánja volt. Jó viszonyt ápolt Széchenyi Istvánnal. Az utolsó rendi országgyűlésen Vas megye egyik ellenzéki követeként vett részt.

### Nemzetőrként
Tagja volt annak a küldöttségnek, amely 1848. március 15-én a Kossuth-féle feliratot vitte Bécsbe. Júniusban őt bízták meg megyéje nemzetőrségének parancsnokságával, de katonai rangot nem kapott. Jellasics szeptemberi támadásáig csapataival a drávai magyar hadseregben szolgált.
Jellasics támadása után Batthyány Lajos terve az volt, hogy a dunántúli népfelkelés és nemzetőrség a bán háta mögött benyomul Horvátországba. A terv végrehajtásával Vidost bízta meg, akinek egyúttal parancsnoksága alá rendelte Veszprém, Győr, Sopron, Zala, Moson és Somogy megye nemzetőrségét is. A terv végül nem valósult meg, de Vidos a mintegy tizenháromezer fős seregével október 3-án felszabadította a horvát megszállás alól Nagykanizsát, elvágva ezzel Jellasics hadseregének egyik fő utánpótlási vonalát. Csapataival részt vett ezután a Kuzman Todorović tábornok hadoszlopa elleni hadműveletekben, majd betegségére hivatkozva kérte katonai megbízatása alóli felmentését. Az 1848-as év folyamán a Dunántúli Evangélikus Egyházkerület gyülekezetei egyházkerületi felügyelőnek választották, ezt a magas tisztséget haláláig töltötte be. 1849 januárjáig Vas megye kormánybiztosaként működött, jelentős szerepet játszva az ottani honvédtoborzás és hadianyag-ellátás szervezésében.

### Halála
Miután a császári csapatok megszállták a megyét, bujdosásra kényszerült. 1849 nyarán kolerában megbetegedett és rövidesen meghalt. Edvi Illés Pál evangélikus lelkész temette el. A családi kripta Merseváton található.